# Ptychadena pumilio
Ptychadena pumilio es una especie  de anfibios de la familia Ranidae.

## Distribución geográfica
Se encuentra en África.   